# Скасиев Фонтан
Ска́сиев Фонта́н (укр. Скасієв Фонтан, крымскотат. Skasiyev Fontan, Скасиев Фонтан) — микрорайон города Керчи, расположенный на западе территории, подчинённой городскому округу Керчь (согласно административно-территориальному делению Украины — Керченскому горсовету Автономной Республики Крым), до середины XX века — отдельное село, сейчас — городской микрорайон индивидуальной застройки Мичурино.

## История
Впервые в доступных источниках хутор Скасия встречается на карте 1836 года и на карте 1842 года, где хутор Скисия обозначен условным знаком «малая деревня», то есть, менее 5 дворов.
В 1860-х годах, после земской реформы Александра II, деревню приписали к Керчь-Еникальскому градоначальству. На трёхверстовой карте Шуберта 1865—1876 года также обозначен хутор Скассия.В «Памятной книге Таврической губернии 1889 года» по результатам Х ревизии 1887 года записан Посёлок Скасиева Фонтана с 25 дворами и 126 жителями. На верстовой карте Крыма 1896 года в селении обозначено 36 дворов с русским населением. Также упоминается Скасиев Фонтан в «Памятной книжке Керчь-Еникальского градоначальства на 1913 год».
После установления в Крыму Советской власти, по постановлению Крымревкома, 25 декабря 1920 года из Феодосийского уезда был выделен Керченский (степной) уезд, Керчь-Еникальское градоначальство упразднили, Постановлением ревкома № 206 «Об изменении административных границ» от 8 января 1921 года была упразднена волостная система и в составе Керченского уезда был создан Керченский район в который вошло село (в 1922 году уезды получили название округов). 11 октября 1923 года, согласно постановлению ВЦИК, в административное деление Крымской АССР были внесены изменения, в результате которых округа были отменены и основной административной единицей стал Керченский район. Согласно Списку населённых пунктов Крымской АССР по Всесоюзной переписи 17 декабря 1926 года, в пригороде Скасиев Фонтан, центре Скасиев-Фонтанского сельсовета Керченского района, числилось 115 дворов, из них 104 крестьянских, население составляло 534 человека, из них 409 русских, 103 армянина, 20 украинцев, 2 записаны в графе «прочие», действовала русская школа I ступени (пятилетка). Постановлением ВЦИК «О реорганизации сети районов Крымской АССР» от 30 октября 1930 года (по другим сведениям 15 сентября 1931 года) Керченский район упразднили и село, вместе с сельсоветом, включили в состав Керчи (по другим данным Скасиев Фонтан вошёл в состав города в 1936 году). На подробной карте РККА Керченского полуострова 1941 года в селении отмечен 91 двор.